# 派特滕德
派特滕德，是匈牙利巴兰尼亚州所辖的一个村。总面积5.98平方公里，总人口144，人口密度24.1人/平方公里（2011年1月1日）。